# Département de l'Environnement, du Climat et des Communications (Irlande)
Le département de l'Environnement, du Climat et des Communications, en anglais Department of the Environment, Climate and Communications et en irlandais An Roinn Comhshaoil, Aeráide agus Cumarsáide, est le département d'État, ou ministère, qui gère, comme son nom l'indique, l'environnement, les ressources naturelles et les télécommunications (en) en Irlande.
Créé le 26 août 1921, le département est sous la responsabilité du ministre de l'Environnement, du Climat et des Communications, le responsable en 2022 étant Eamon Ryan.

## Histoire
Créé le 26 août 1921 en tant que département des pêcheries, le ministère a été renommé et a changé de périmètre de compétences à de nombreuses reprises :
| Date               | Changement |
| ------------------ | --- |
| 2 juin 1924        | Acte de création du Département des pêcheries (« Department of Fisheries ») |
| 22 juillet 1927    | Transfert de la Commission foncière irlandaise (en) précédemment gérée par le Département de l'Agriculture |
| 1er septembre 1928 | Le ministère est renommé département des terres et des pêches (« Department of Lands and Fisheries ») |
| 1er décembre 1933  | Transfert de la gestion forestière précédemment gérée par le département de l'Agriculture |
| 1er avril 1934     | Le ministère est renommé département des terres (« Department of Lands and Fisheries »), les pêcheries étant transférées au ministère de l'Agriculture |
| 9 avril 1957       | De nouveau, les pêcheries relèvent de ce département |
| 3 mai 1965         | Les pêcheries sont à nouveau retirées des compétences du département pour entrer dans celles du ministère de l'Agriculture |
| 8 février 1977     | Les pêcheries passent à nouveau sous l'égide du département, alors que la commission foncière est rendue au ministère de l'Agriculture, |
| 9 février 1977     | En conséquence, le lendemain, le ministère est renommé Département des pêcheries |
| 15 juillet 1978    | Un an plus tard, le ministère est renommé Département des pêcheries et des forêts (« Department of Fisheries and Forestry ») |
| 18 février 1986    | La compétence du tourisme, précédemment gérée par le département des entreprises, du commerce et de l'emploi, est ajoutée aux prérogatives du Ministère, qui est en conséquence renommé département du tourisme, de la pêche et des forêts (« Department of Tourism, Fisheries and Forestry »),                                                                                        |
| 19 mars 1987       | Le ministère est renommé Département de la Marine (« Department of the Marine ») |
| 31 mars 1987       | Deux semaines plus tard, les compétences relatives à la navigation, précédemment gérées par le ministère des postes et télégraphes, sont transférées au département. Les compétences touristiques sont transférées au département des transports (en) et celles relatives à la foresterie et à la faune à l'actuel département du tourisme (en), alors nommé « Department of Energy », |
| 11 juillet 1997    | Le département redevient compétent en matière de foresterie |
| 12 juillet 1997    | En conséquence, dès le lendemain, le ministère est nommé Département des ressources marines et naturelles (« Department of the Marine and Natural Resources ») |
| 12 juillet 1997    | En conséquence également, quatre jours plus tard, la gestion des mines, précédemment du ressort de l'actuel département des transports (en), est ajoutée à ses prérogatives |
| 1er octobre 1997   | Dans cette même optique, l'exploration des ressources maritimes (« Offshore Exploration »), en particulier pétrolières, lui est également confiée |
| 18 juin 2002       | Les compétences de radiodiffusion et de communications, mais aussi de géologie et de gestion de l'énergie, sont ajoutées aux prérogatives du département, |
| 19 juin 2002       | Le département est en conséquence renommé Département des communications, des ressources marines et naturelles (« Department of Communications, Marine and Natural Resources ») |
| 19 octobre 2007    | Les pêcheries sont transférées au département de l'Agriculture |
| 20 octobre 2007    | Ce changement se répercute sur le nom du Ministère, renommé Département des communications, de l'énergie et des ressources naturelles (« Department of Communications, Energy and Natural Resources ») |
| 1er janvier 2008   | L'agence de cartographie nationale Ordnance Survey Ireland, précédemment encadrée par le Département des Finances passe sous contrôle du Ministère, |
| 14 janvier 2015    | Transfert de la compétence de la participation des travailleurs (« Worker Participation ») précédemment gérée par le département des transports |
| 1er janvier 2016   | L'Ordnance Survey Ireland est à son tour transférée au Ministère de la Justice |
| 22 juillet 2016    | L'action climatique et l'environnement est transférée depuis le Ministère du Logement (en) |
| 23 juillet 2016    | En conséquence, le lendemain, le Ministère est renommé Département des Communications, de l'Action climatique et de l'Environnement (« Department of Communications, Climate Action and Environment ») |
| 24 septembre 2020  | La radiodiffusion est transférée au département du Tourisme ; le Ministère est en conséquence renommé Département de l'Environnement, du Climat et des Communications, en anglais (« Department of the Environment, Climate and Communications »), |

## Liste des dirigeants
| Identité                | Période       | Période | Durée |
| Identité                | Début         | Fin     | Durée |
| ----------------------- | ------------- | ------- | ----- |
| Eamon Ryan (né en 1963) | 1er juin 2020 |         |       |